# Hella (hudebník)
Hella (* 2. ledna 1985) je přezdívka klávesistky finské hard rockové kapely Lordi. Do skupin přišla v roce 2012 jako náhrada za Awu, fanouškům ale byla představena už v roce 2013 s novým albem To Beast or Not to Beast, na kterém se plně podílela. Zachovává tak tradici klávesistek v kapele.
Její kostým má představovat bláznivou a znetvořenou panenku, podle slov kapely Scarbie, Plastická kočka nebo Forsaken Doll.
Na rozdíl od zbytku kapely nepatří mezi její nejoblíbenější kapely Kiss, spíše se orientuje k punku nebo rock'n'rollu (například Amorphis, Katatonia ale i Amy Winehouse nebo Red Hot Chili Peppers)